# Università tecnica di Varna

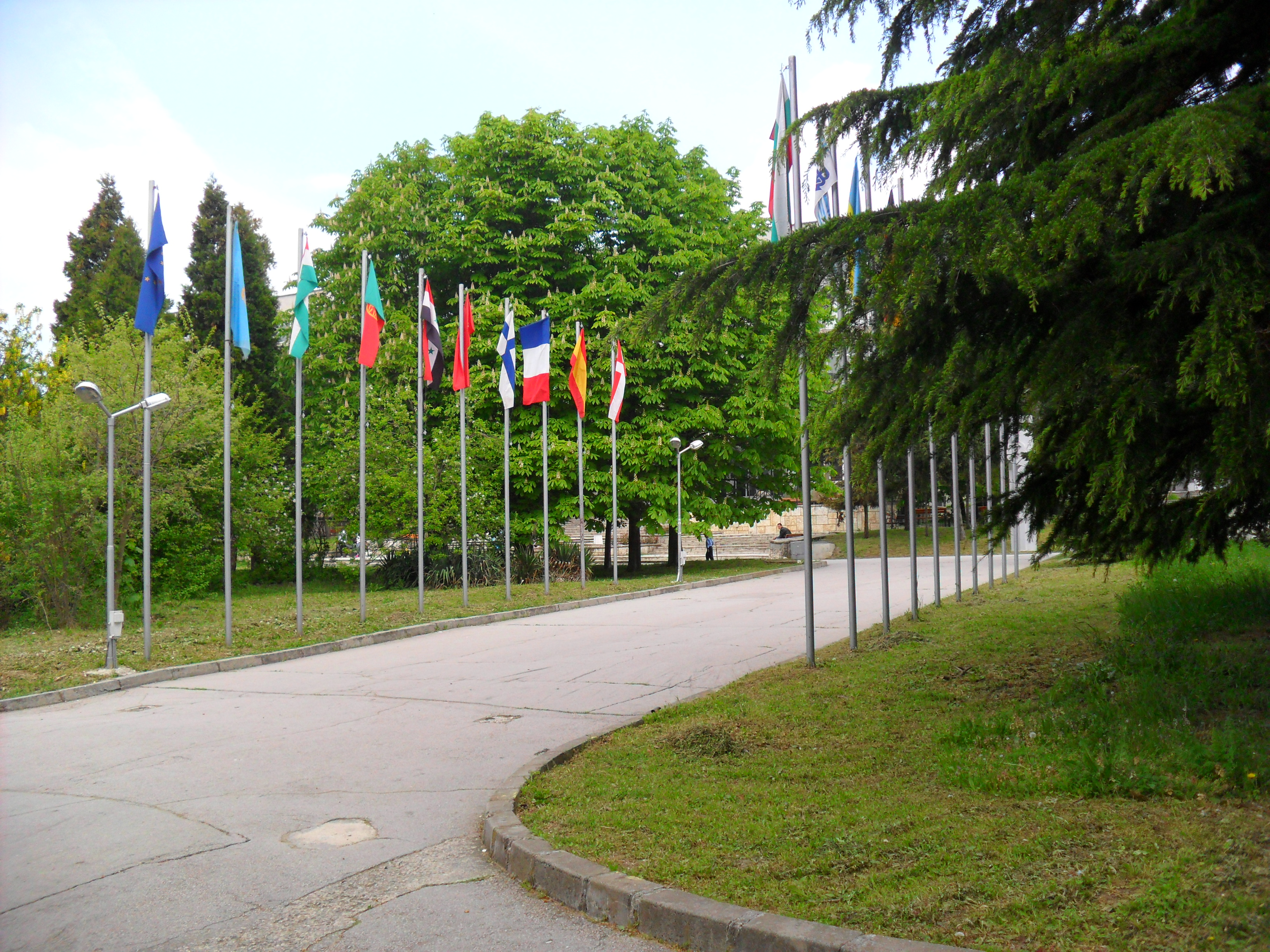
Ingresso dell'Università Tecnica.

L'Università Tecnica di Varna (in bulgaro: Технически университет Варна) è un'università statale sita nella città di Varna, in Bulgaria.

## Storia

### Istituito di Meccanica-Elettrica
Istituita di Meccanica-Elettrica Varna nel 1962, si specializza nell'insegnamento dell'ingegneria meccanica, elettrica,  e navale.Meccanica-Elettrica Istituita di Varna(MEI-Varna) e ll`primo nome di Università.

### Istituto Superiore di Meccanica e Elettrica Varna
L'istituto è accreditato dall'Istituto Superiore di Meccanica e Elettrica Varna.Razvitieto Università tecnica di Varna è possibile grazie alla eccellenza della ricerca, la realizzazione di diversi progetti nei settori tecnici

### Università tecnica di Varna
Università tecnica di Varna è il nome dell'Istituto di 1995.Per 50 anni al Università tecnica di Varna si sono diplomati oltre 35.000 professionisti.

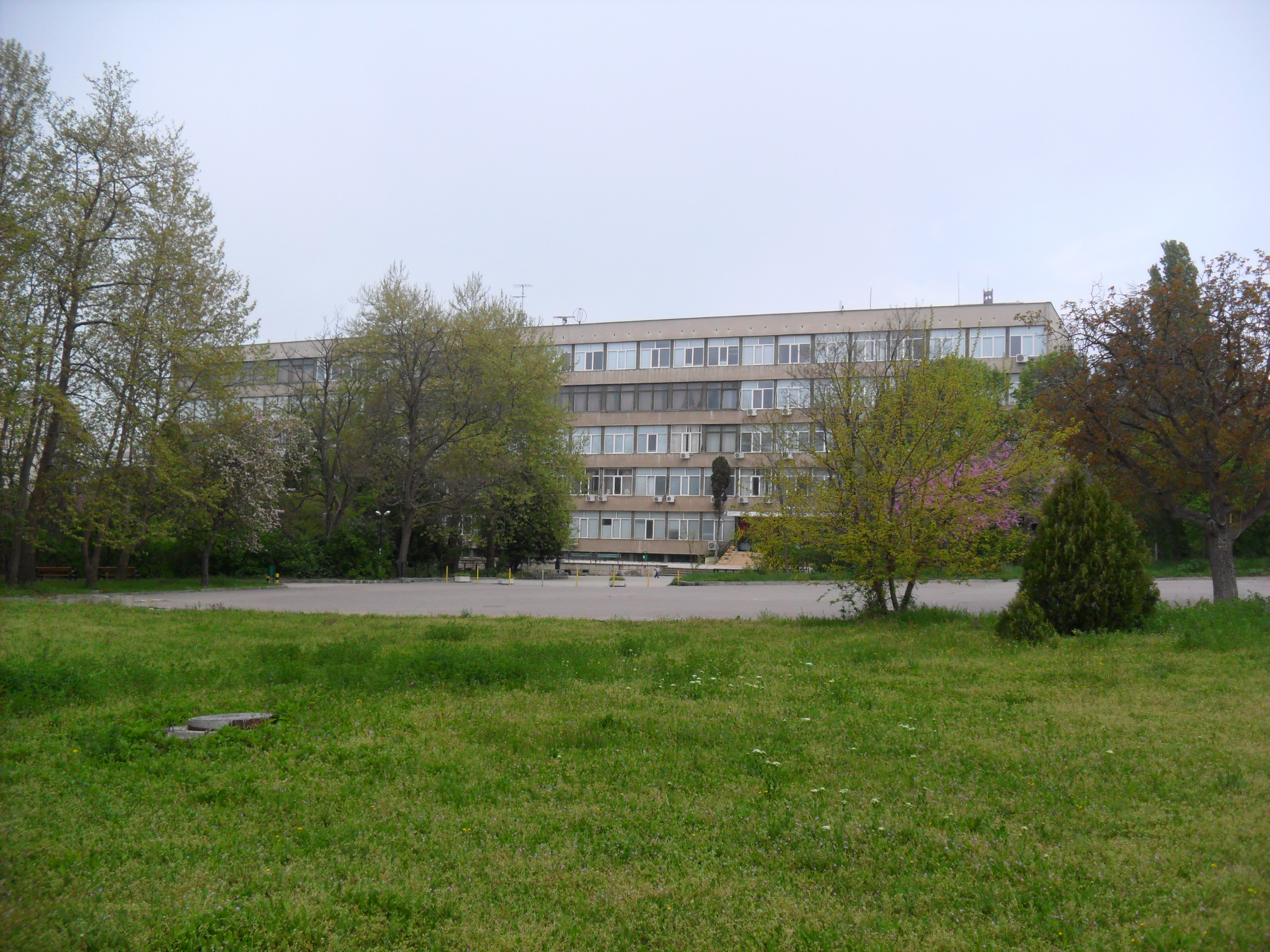
Sede della Facoltà di Ingegneria Elettrica.

## Struttura

### Facoltà di Ingegneria Meccanica
Facoltà di Ingegneria Meccanica è stata fondata nel 1962. Oggi è Preside della Facoltà e Prof. Angel Dimitrov.

### Facoltà di Ingegneria Elettrica
Facoltà di Ingegneria Elettrica è stata fondata nel 1962. Oggi è Preside della Facoltà e Prof. Marinela Yordanova.

### Facoltà di Ingegneria Navale
Facoltà di Ingegneria Navale è stata fondata nel 1962. Oggi è Preside della Facoltà e Prof. Plamen Ditchev.

### Facoltà di Informatica Macchine e attrezzature
Facoltà di Informatica Macchine e attrezzature è stata fondata nel 1989. Oggi è Preside della Facoltà e Prof. Petar Antonov.

### Facoltà di Ingegneria Elettronica
Facoltà di Ingegneria Elettronica è stata fondata nel 1990. Oggi è Preside della Facoltà e Prof. Rozalina Dimova.

### Facoltà di Marine Science ed Ecologia
Facoltà di Marine Science ed Ecologia è stata fondata nel 2012. Oggi è Preside della Facoltà e Prof. Nikolay Minchev.

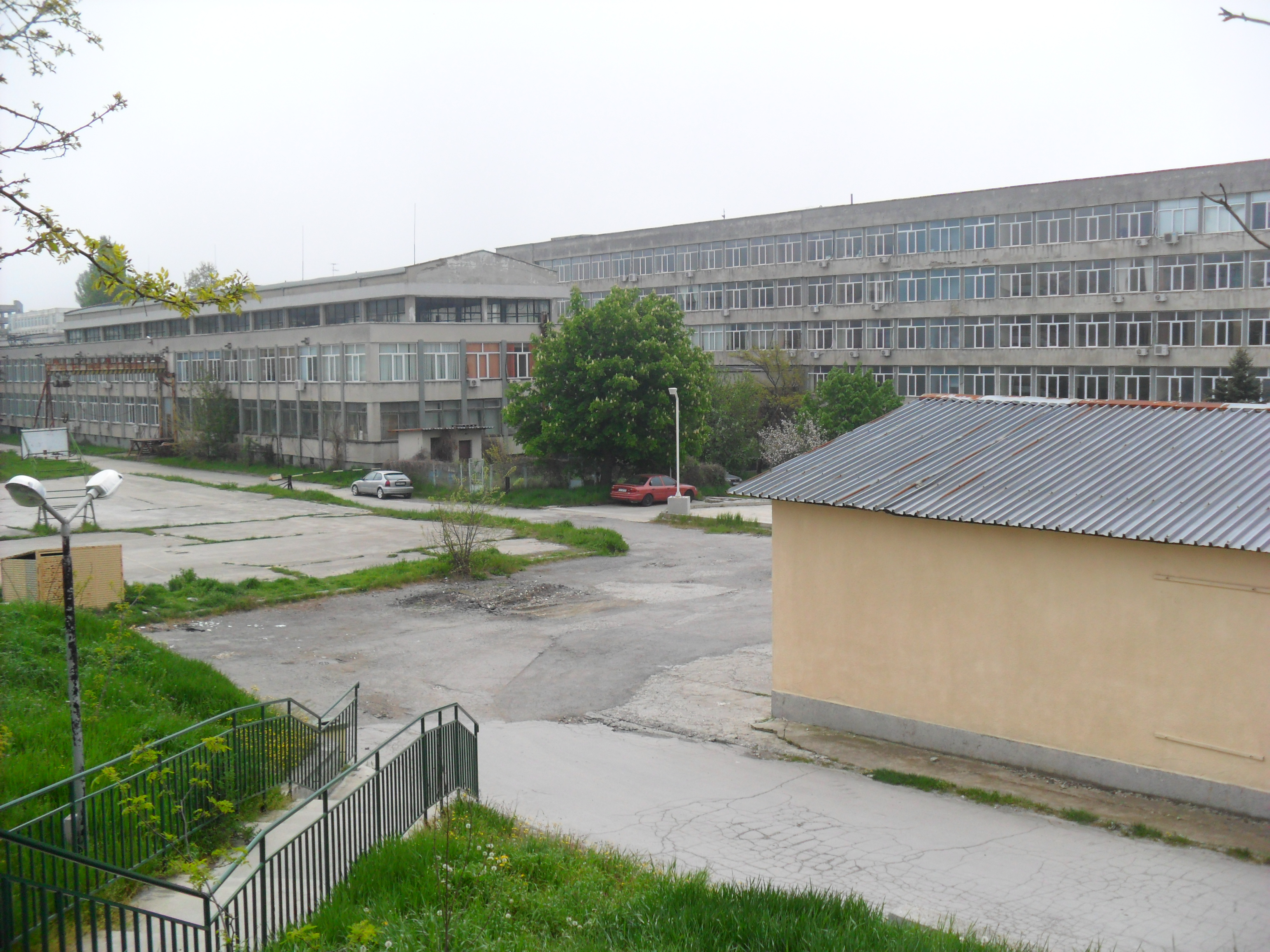
Sede della Facoltà di Ingegneria Meccanica.

## Direttori
- Prof. Rosen Vasilev - Rettore di Università tecnica di Varna
- Prof. Margreta Vasileva - Vice Rettore degli affari accademici
- Prof. Nikolai Mincev - Vice Rettore Scienza e ricerca scientifica applicata
- Prof. Toshko Petrov - Vice Rettore per la Cooperazione internazionale e l'integrazione europea
- Prof. Tsena Murzova - Vice Rettore Accreditamento e Sviluppo

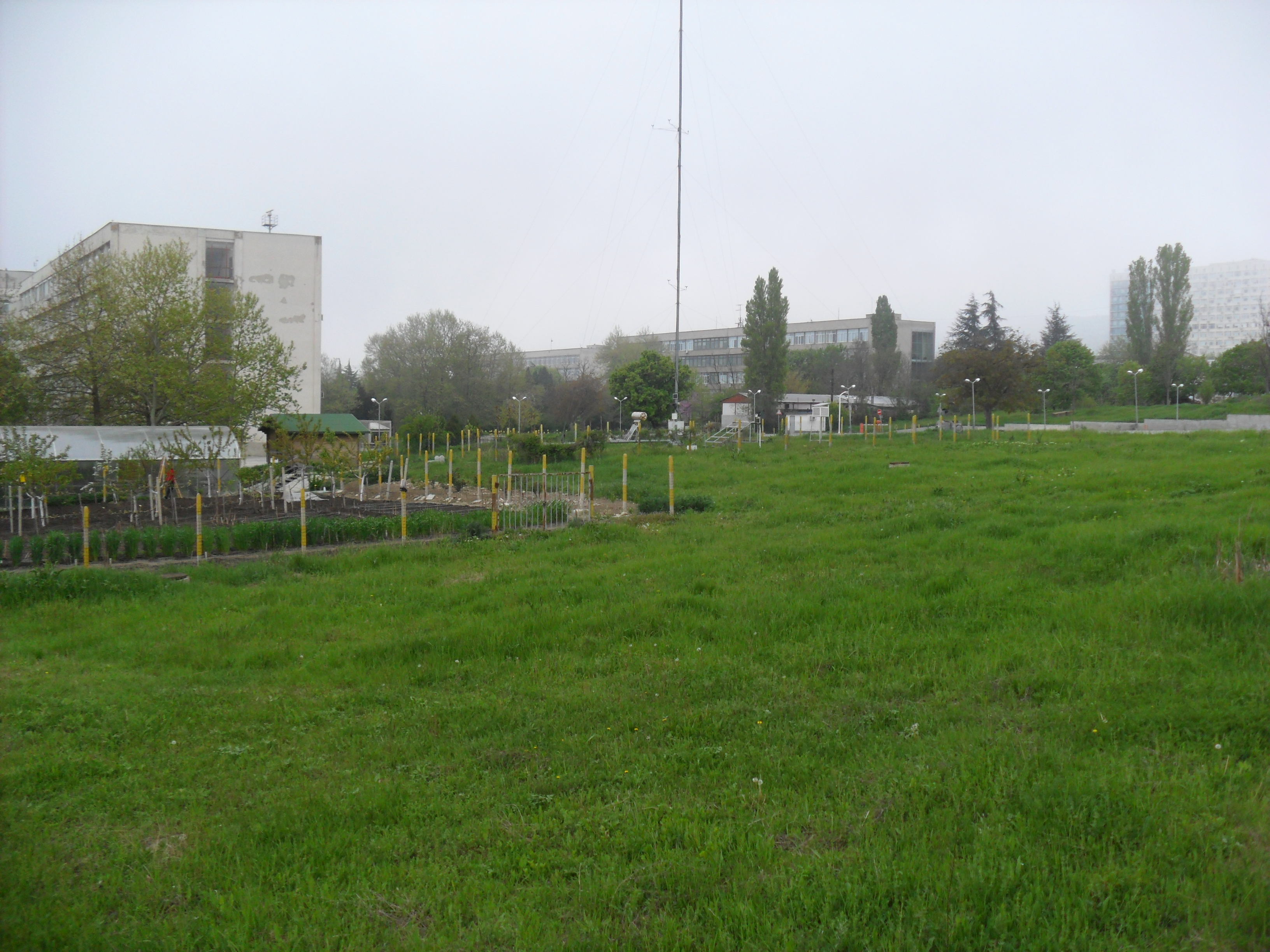
Città universitaria, Università tecnica di Varna.

## Rettori
- Prof. Marin Oprev (1963-1967)
- Prof. Petar Penchev (1967-1973)
- Prof. Lefter Lefterov (1973-1979)
- Prof. Emil Stanchev (1979-1985)
- Prof. Doncho Donchev (1985-1986)
- Prof. Dimitar Dimitrov (1986-1991)

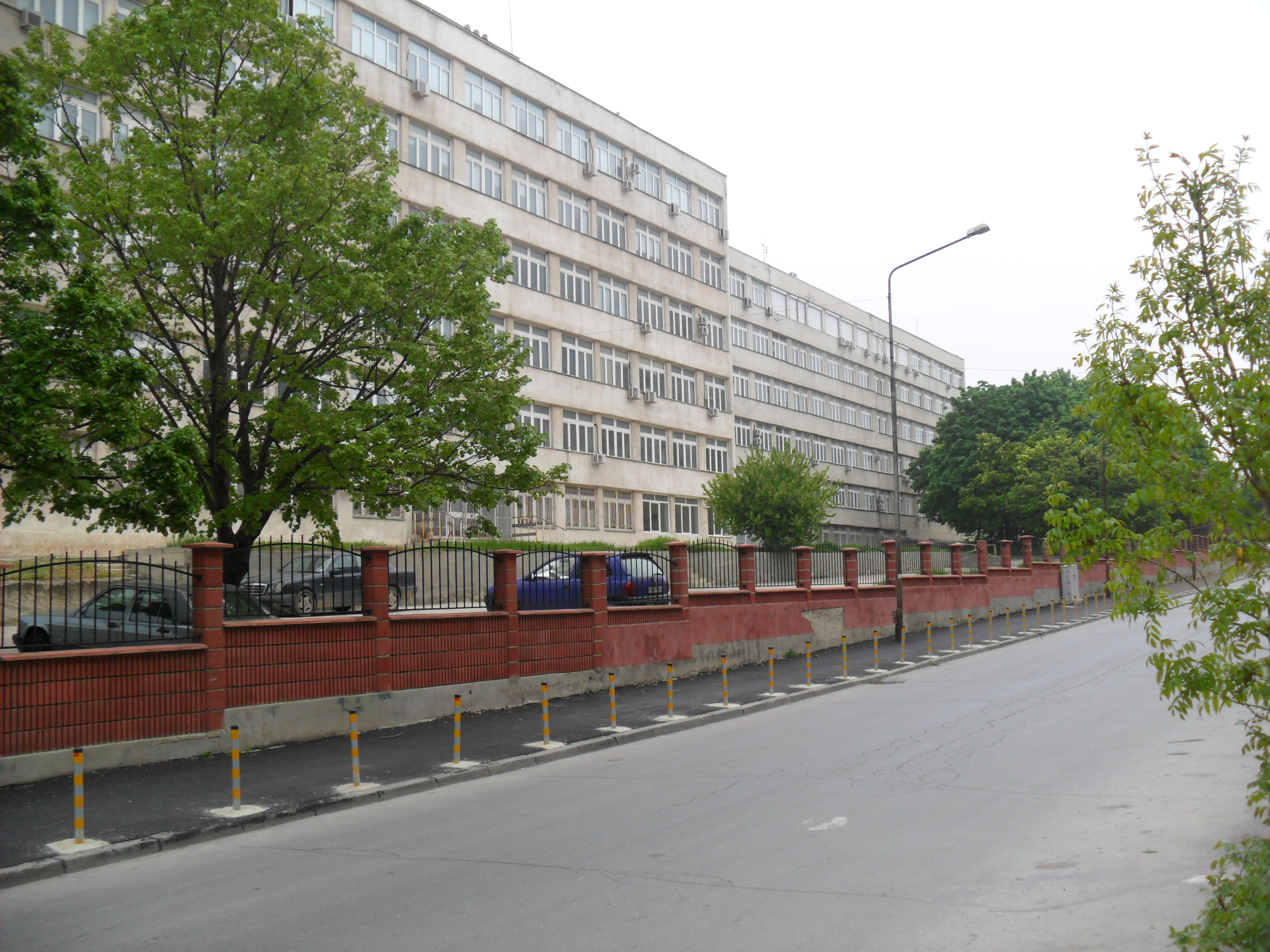
Costruzione di un nuovo edificio scolastico.

- Prof. Asen Nedev (1991-1999)
- Prof. Stefan Badurov (1999-2007)
- Prof. Ovid Farhi (2007-2015)
- Prof. Rosen Vasilev(2015-)